# Záhorovice
Záhorovice település Csehországban, a Uherské Hradiště-i járásban. Záhorovice Rudice, Nezdenice, Komňa, Šumice és Bojkovice településekkel határos. Lakosainak száma 1027 fő (2024. január 1.).

## Népesség
A település lakosságának változását az alábbi diagram mutatja:
| Lakosok száma | 879  | 1112 | 1139 | 1209 | 1082 | 1034 | 1075 | 1036 | 947  | 1027 |
|               | 1869 | 1900 | 1921 | 1961 | 1980 | 2011 | 2016 | 2019 | 2021 | 2024 |